# Unidades de Proteção das Mulheres
As Unidades de Proteção das Mulheres ou Unidades de Defesa das Mulheres, ou ainda Unidades de Proteção Feminina, (em curdo:  Yekîneyên Parastina Jin, YPJ, pronunciado Yuh-Pah-Juh) é uma organização militar formada apenas por mulheres curdas.
Foi formalmente criada em 2012 como uma brigada feminina das milícias chamadas Unidades de Proteção Popular (Yekîneyên Parastina Gel, YPG). Esses dois grupos são as principais organizações militares do Curdistão Sírio e são um dos protagonistas da luta no norte da Síria, país que vive uma violenta guerra civil. Várias nações apoiam, com mantimentos e armamentos, o YPJ (especialmente os Estados Unidos).

## Jineologia
As Unidades de Defesa das Mulheres se orientam teoricamente por meio da jineologia (em curdo:  jineolojî), ou "ciência das mulheres". Tal posicionamento ideológico é também conhecido no ocidente como "feminismo curdo". É, sobretudo uma forma de luta pela libertação das mulheres, igualdade de gênero e revolução social. Foi proposta incialmente por Abdullah Öcalan, líder político curdo e desenvolvida, principalmente, pelas mulheres do Partido dos Trabalhadores do Curdistão (Partiya Karkerên Kurdistanê, PKK), a partir de uma geração liderada por Sakine Cansiz, cofundadora e uma das mais importantes figuras da história da organização.

## Fotos

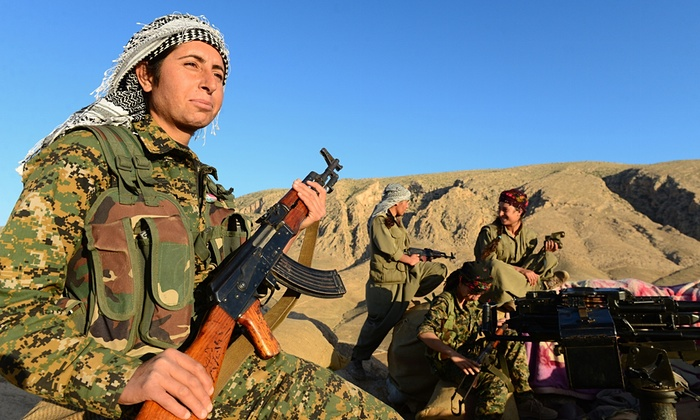
Mulheres yazidis das Unidades de Proteção Feminina.
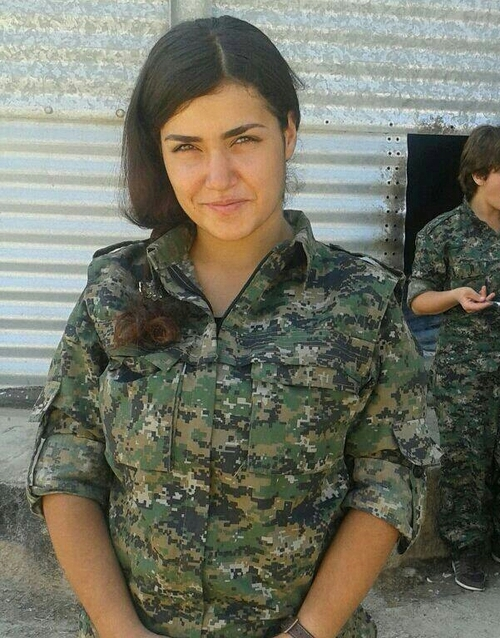
Uma combatente curda.
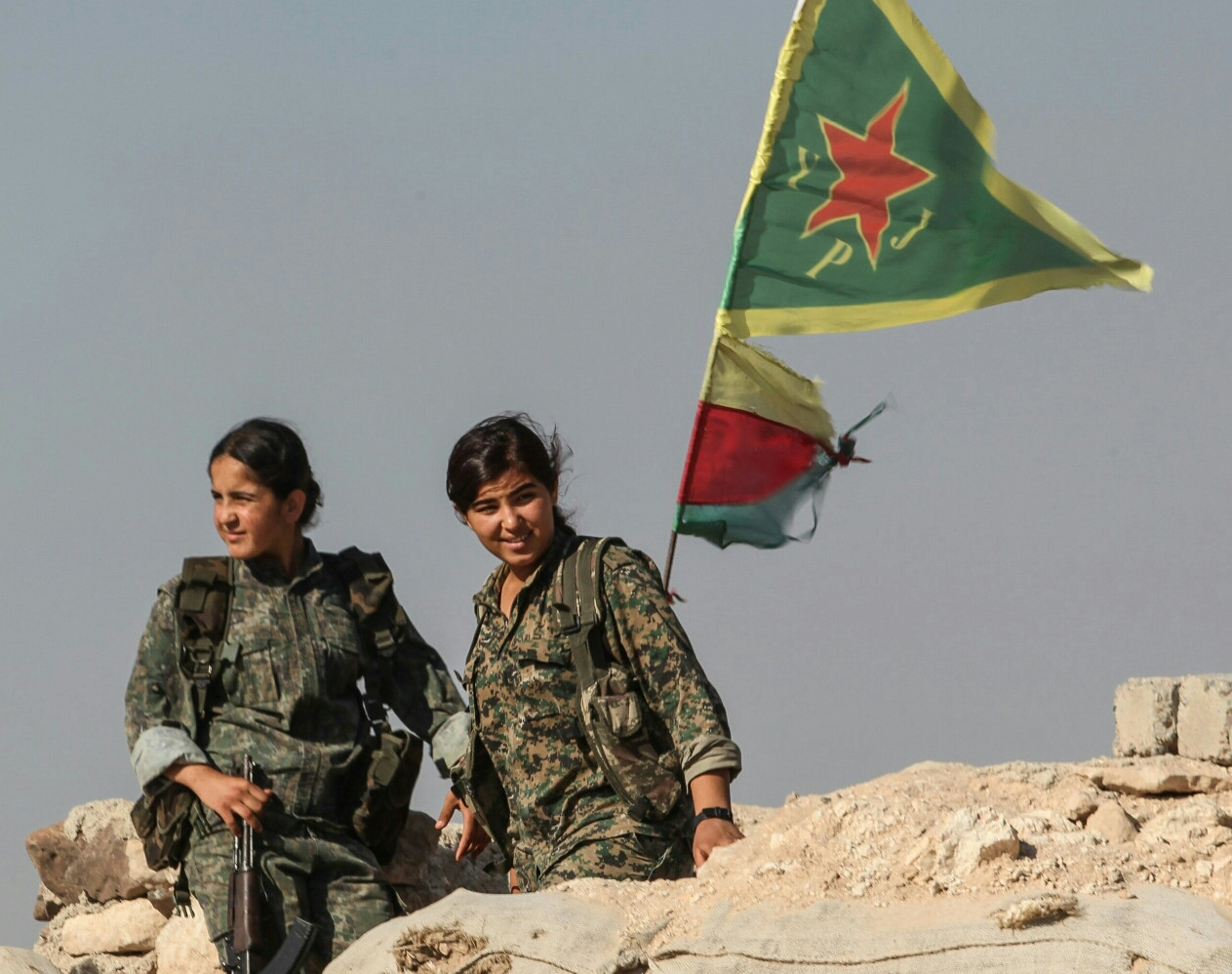
Guerrilheiras curdas da YPJ.
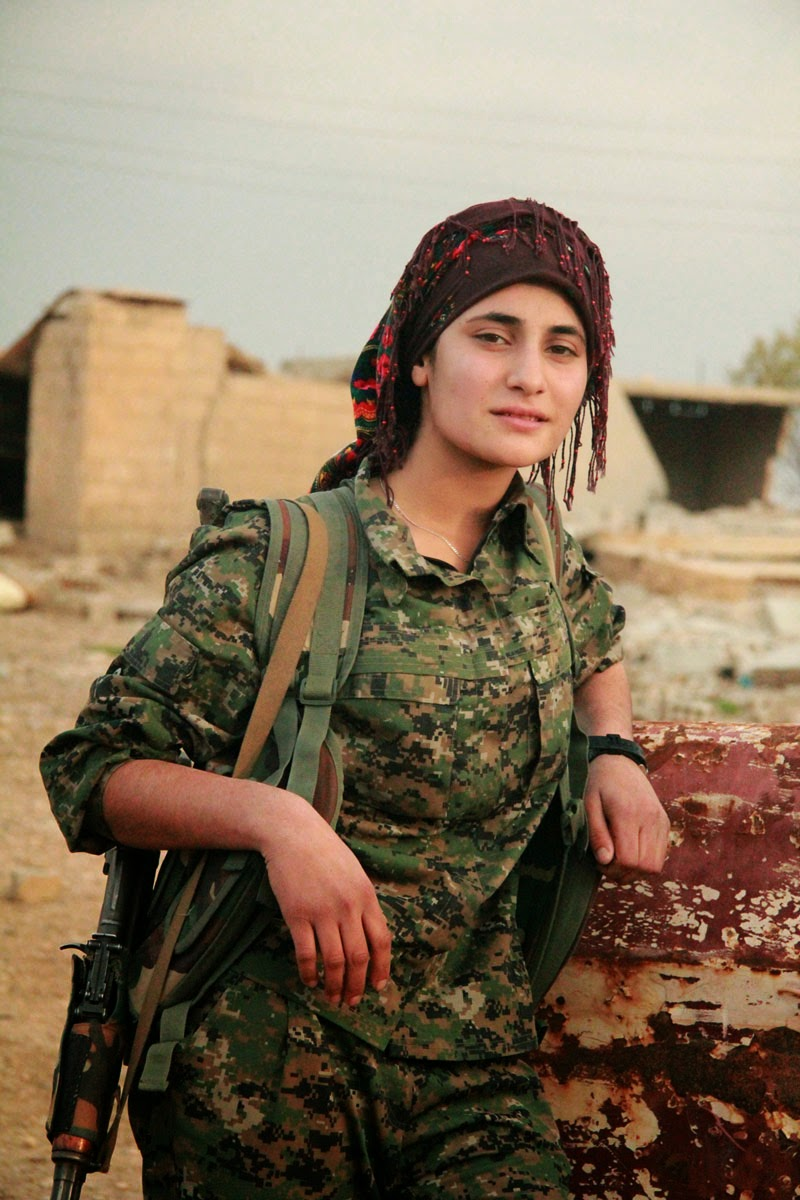
Uma mulher de Rojava, armada com um AK-47.
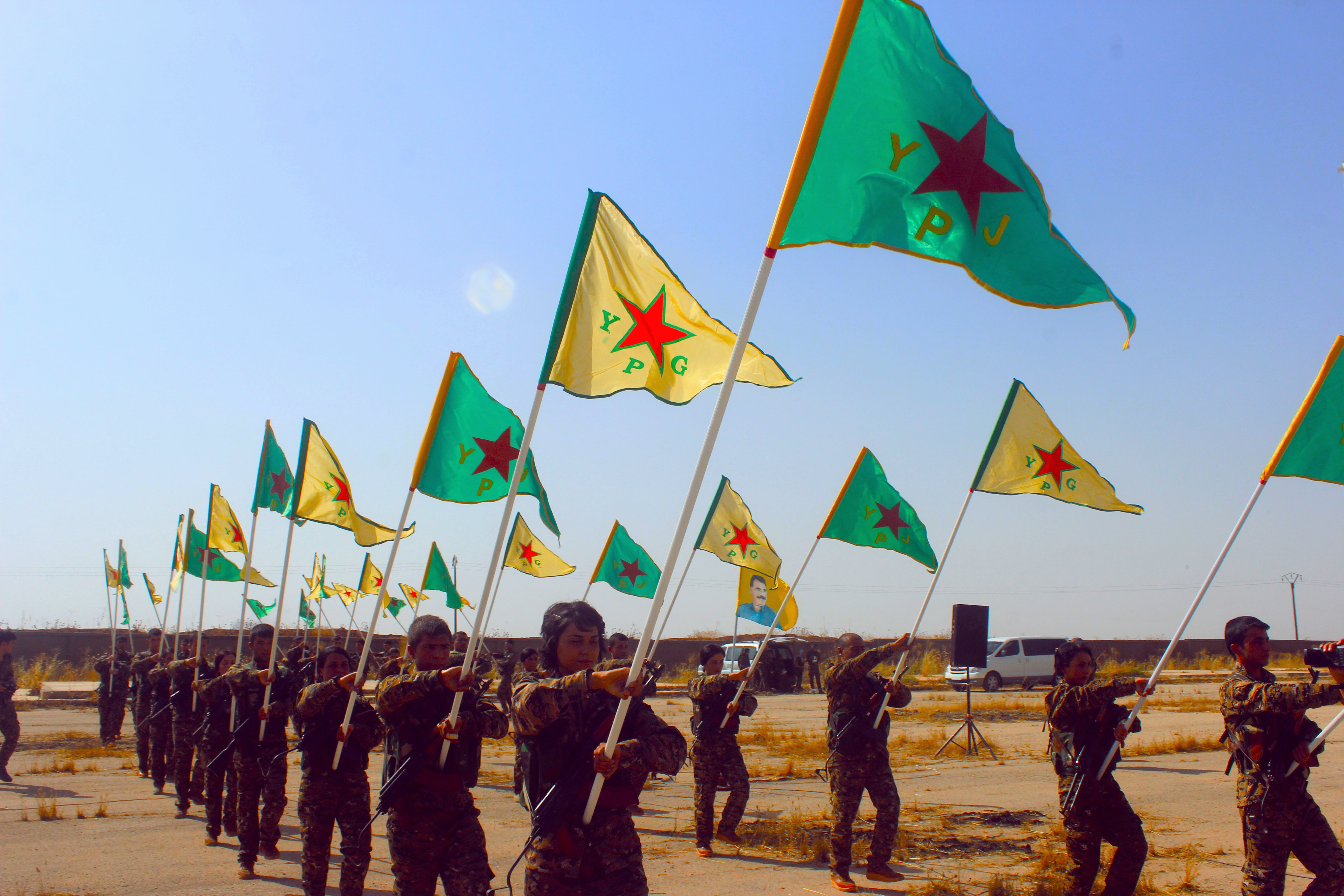
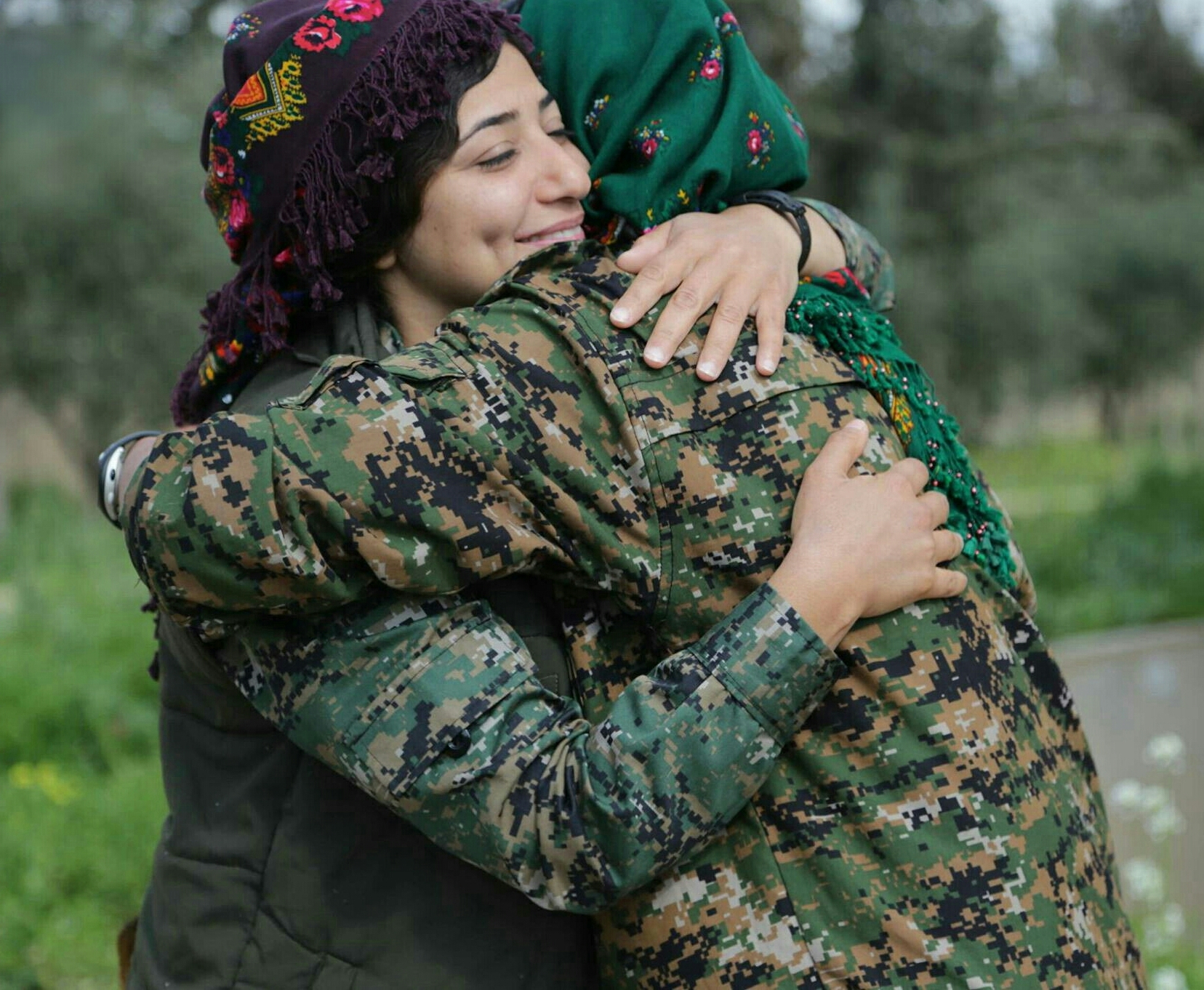
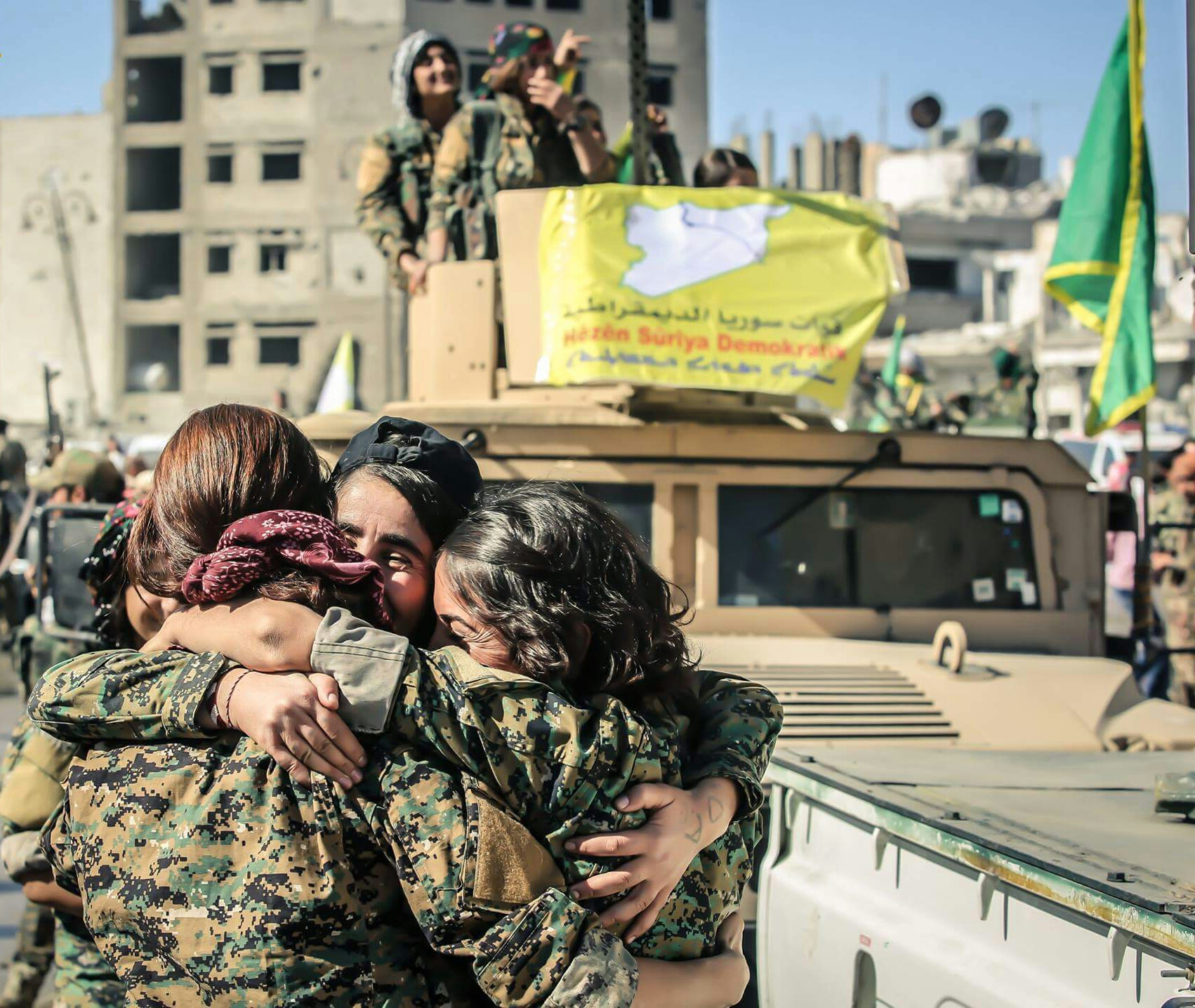
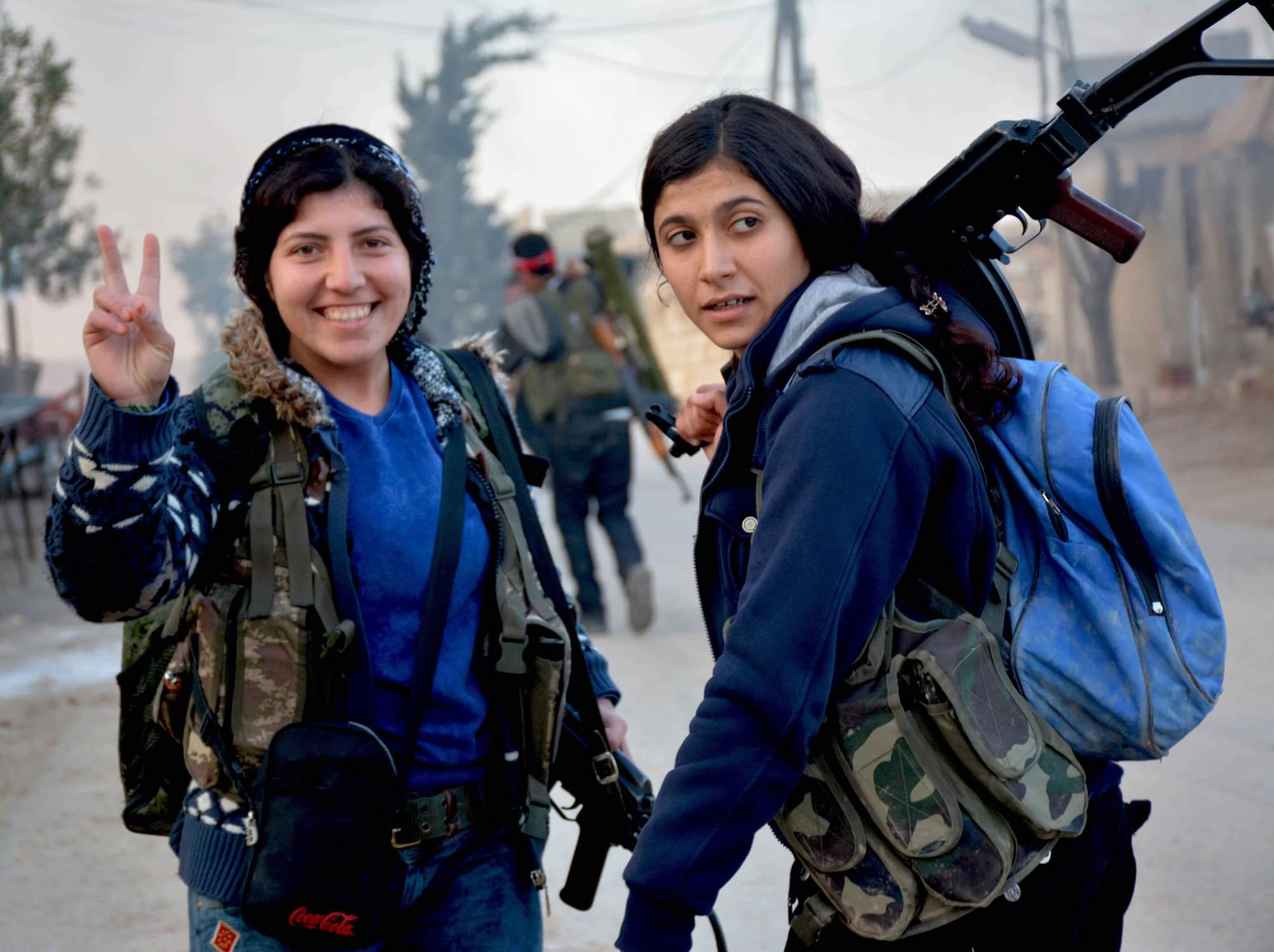